# Joseph Boissel
Pour les articles homonymes, voir Boissel.
Joseph Boissel, né le 20 décembre 1909 près de Pontmain, au hameau de La Tiolais dans la commune du Loroux de l'archidiocèse de Rennes, en Bretagne, et mort assassiné le 5 juillet 1969 près de Hat Lêt, au Laos, est un missionnaire catholique français et breton considéré comme bienheureux et martyr par l'Église catholique. Il fait partie des dix-sept martyrs du Laos (dont dix Français, six Laotiens et un Italien).

## Biographie

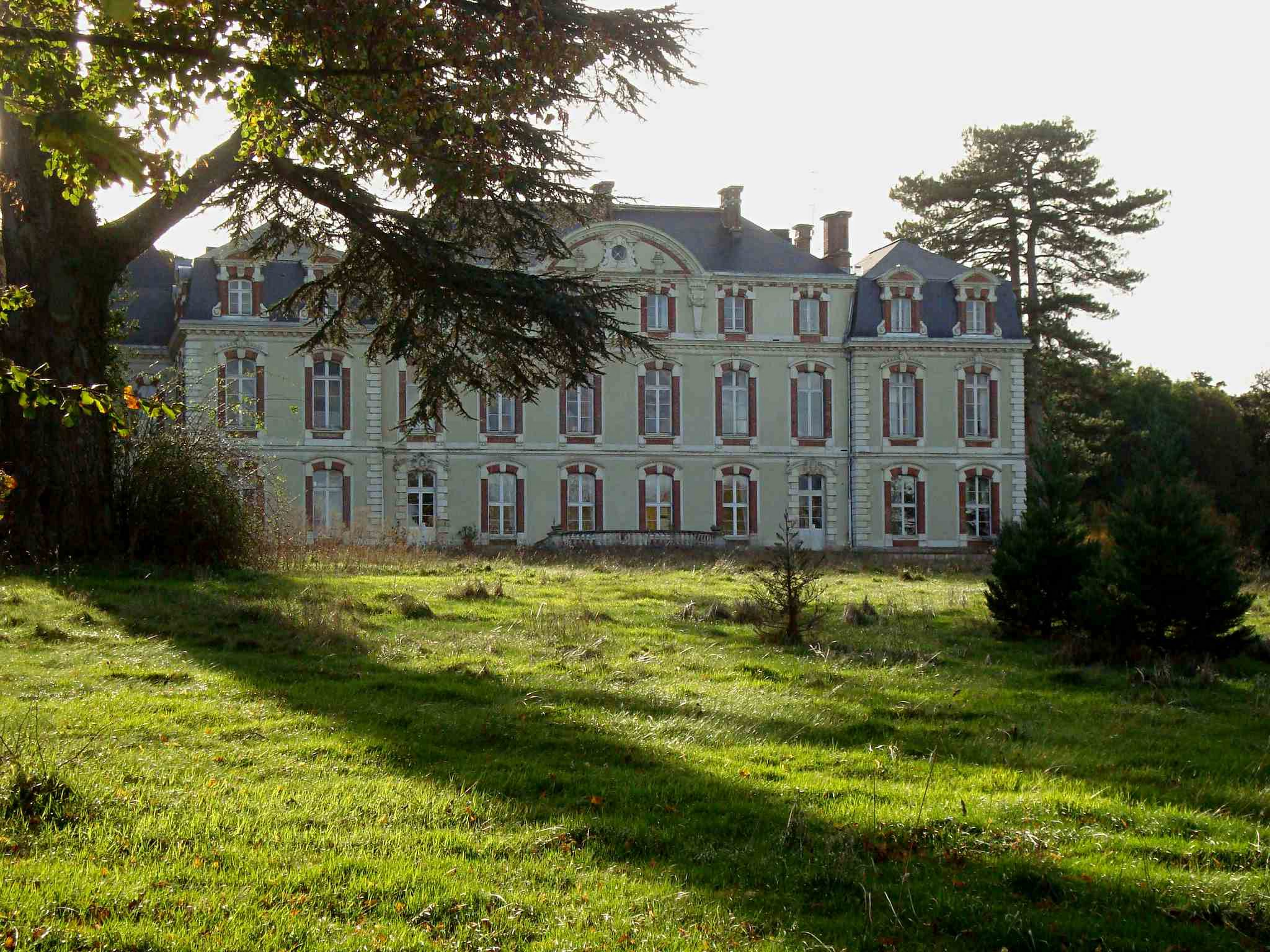
Vue de l'ancien scolasticat de La Brosse-Montceaux.

Joseph Boissel naît dans une famille d'agriculteurs modestes de Bretagne et devient orphelin de père à l'âge de quatorze ans. Il entre alors au juniorat de Jersey des oblats de Marie-Immaculée, puis fait difficilement (il est jugé comme peu doué) son noviciat à l'île de Berder, son scolasticat à Liège et à La Brosse-Montceaux (théologie). Ses maîtres le trouvent « peu intelligent », mais « appliqué, très dévoué, droit et franc » et surtout « très attaché à sa vocation ». Il est ordonné prêtre le 4 juillet 1937, puis reçoit son obédience pour la toute nouvelle mission du Laos, ouverte moins de deux ans plus tôt.
Il commence son travail pastoral auprès des Hmongs du Xieng Khouang. Le royaume du Laos, associé à la France depuis 1893, est très peu christianisé. Les populations des vallées et du bassin du Mékong sont fortement bouddhistes, tandis que les ethnies minoritaires des montagnes et des forêts sont encore largement animistes. À la déclaration de guerre, il est mobilisé au Laos même. La Seconde Guerre mondiale coupe l'Indochine française de la métropole, elle-même occupée après la défaite de juin 1940. Le Laos, comme le reste de l'Indochine (Tonkin, Annam, Cochinchine et Cambodge) est occupé par le Japon, mais les premières années de l'occupation se passent dans une relative autonomie et une autarcie de dénuement. Tout s'accélère après le coup de force des Japonais de mars 1945: les fonctionnaires, les colons, les militaires français, etc. sont arrêtés, regroupés dans des camps et pour certains exécutés. Le Père Boissel est déporté au camp de Vinh au Tonkin. Après la capitulation japonaise, il retrouve en 1946 sa mission de Nong Ét totalement ruinée, et malgré une mauvaise santé due aux privations, il se remet à l'ouvrage: tournées de catéchisme, soins aux malades, célébrations et sacrements, travaux agricoles, etc. Fin octobre 1948/mi-1949, il est envoyé se reposer en métropole.
Mi-1949, il est nommé à Paksane dans la vallée du Mékong, où il aide à mettre sur pied le séminaire. En 1952, il retourne dans le Xieng Khouang; mais la guerre d'Indochine bouleverse la situation. Malgré tout, il poursuit l'évangélisation et la promotion humaine des populations Thaï Dam autour de Ban Na, mais sans succès de conversion. Il veille à la formation des catéchumènes d'autres ethnies. Il pénètre aussi chez les Khmus des montagnes. En 1953, le Laos pauvre et sous-peuplé obtient son indépendance, mais le pays est divisé en factions : ce sont surtout les neutralistes gouvernementaux, les royalistes courtisés par les Américains et les communistes du Pathet Lao soutenus par le Viêt Minh révolutionnaire. 
En novembre 1957, le Père Boissel, laissant sa mission au futur martyr, le Père Louis Leroy, est en congé en France et il en profite pour faire les pèlerinages de Lourdes, Ars et Rome en passant par le scolasticat de Solignac. De retour au Laos, il reçoit son obédience dans le district de Paksane où il est nommé curé de Long Veng puis de Lak Si. Il s'occupe aussi de villages de réfugiés du Xieng Khouang qui ont fui les atrocités du Pathet Lao plus au nord et vivent dans un grand dénuement, ayant tout abandonné pour sauver leur foi. Le Père Boissel avait un grand amour des malades, des enfants et des anciens. En décembre 1959, un missionnaire, le Père René Dubroux, est assassiné in odium fidei au sud du pays avec son catéchiste. Désormais la guérilla est partout. En 1960-1961, la tension augmente, le pays connaît un coup d'État, les réfugiés affluent et d'autres prêtres et catéchistes sont tués. Les années suivantes, la  guerre du Vietnam déstabilise le pays qui sert de base arrière aux Vietcongs et qui subit la pression américaine. Des régions entières du pays sont en guerre. Le Père Lucien Galan est assassiné en 1968.
En 1969, il est dangereux pour le Père Boissel de s'aventurer sur les pistes autour de son centre de mission. Le 5 juillet pourtant, il se dirige avec deux religieuses à une vingtaine de kilomètres de Paksane pour se rendre à Hat Lêt (village de réfugiés Khmus), pour assurer son service à tout prix. Mais au détour d'un virage, il est abattu par une rafale de mitraillette du Viêt Minh qui le guettait depuis quelque temps. Les deux jeunes oblates sont grièvement blessées.

## Béatification
Le procès de béatification est ouvert par le diocèse de Nantes en 2008 et transmis à Rome en 2010. Le pape François reconnaît le martyre du Père Boissel en 2015, ainsi que celui de seize autres témoins de la foi de cette époque au Laos, dont huit autres missionnaires français, un jeune missionnaire italien, un prêtre laotien et cinq laïcs laotiens de différentes ethnies dont le plus jeune avait seize ans. La cérémonie de béatification a eu lieu en la cathédrale du Sacré-Cœur de Vientiane le 11 décembre 2016 en présence du délégué pontifical, le cardinal Quevedo OMI et de tout le clergé du pays.